# Broncho Billy Anderson
Gilbert M. "Broncho Billy" Anderson (Little Rock, 21 maart 1880 – South Pasadena, 20 januari 1971) was een Amerikaanse acteur, scenarioschrijver, filmregisseur en filmproducent. Hij wordt vooral herinnerd als de allereerste filmcowboy. Hij was ook een van de medeoprichters van Essanay Studios.

## Biografie
Anderson werd geboren als Maxwell Henry Aronson op 21 maart 1880 in Little Rock (Arkansas) als zesde kind van Henry Aronson en Esther Ash. Hij was van Joodse afkomst. Toen hij 18 was verhuisde hij naar New York en trad op in vaudeville en het theater, als aanvulling op zijn baantjes als fotograaf, model en krantenverkoper.
In 1903 ontmoette hij Edwin S. Porter, die hem inhuurde als acteur en occasionele scriptschrijver. In datzelfde jaar  speelde hij enkele figurantenrollen in The Great Train Robbery. Toen hij de film voor het eerst zag in een vaudevilletheater en overweldigd werd door de reactie van het publiek, besloot hij om exclusief in de filmindustrie te gaan werken. Hij begon met het schrijven, regisseren en acteren in zijn eigen westerns onder de naam Gilbert M. Anderson.

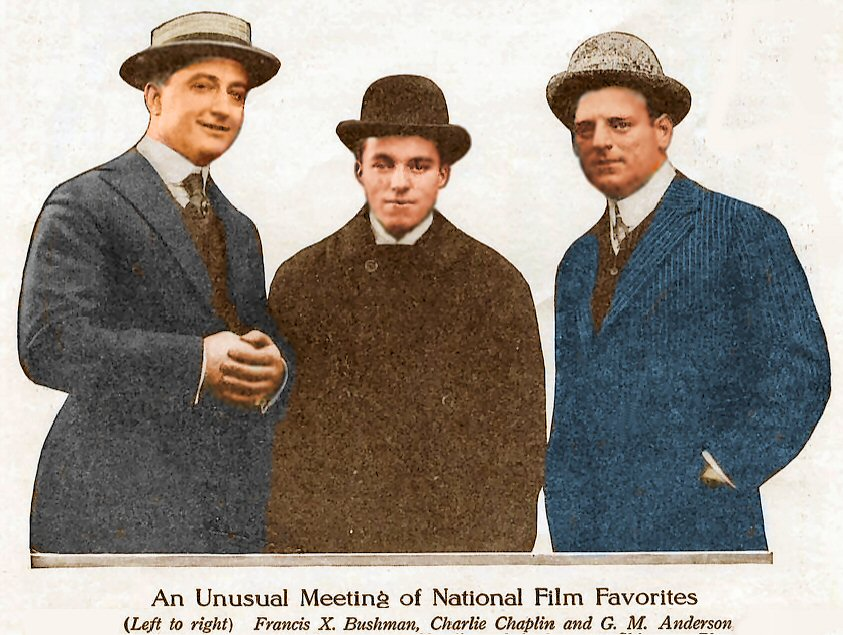
Francis X. Bushman, Charlie Chaplin en Anderson in 1915

In 1907 richtte hij samen met George Kirke Spoor in Chicago Essanay Studios ("S and A" voor "Spoor and Anderson") op, een van de belangrijkste vroege filmstudio's. In 1909 regisseerde hij de film Mr. Flip met het eerste bekende voorbeeld van de "taart in het gezicht"-grap. Anderson speelde in meer dan 300 korte films. Hij speelde een breed scala aan personages, maar hij werd enorm populair door een serie van 148 stomme westerns en was de eerste filmcowboyster, "Broncho Billy".
Anderson schreef, acteerde en regisseerde de meeste van deze films, maar vond ook tijd om een reeks komische westerns te regisseren met Augustus Carney in de hoofdrol. In 1916 verkocht Anderson zijn aandeel in Essanay en stopte met acteren. Hij keerde terug naar New York, kocht het Longacre Theatre en produceerde toneelstukken, maar zonder blijvend succes. Daarna maakte hij een korte comeback als producer met een reeks korte films met Stan Laurel, waaronder diens eerste samenwerking met Oliver Hardy in The Lucky Dog (gefilmd in 1919, uitgebracht in 1921). Na een reeks mislukkingen als Broadway-producer ging hij na 1920 opnieuw met pensioen, ditmaal definitief.
Anderson klaagde Paramount Pictures aan omdat het een personage "Bronco Billy" noemde in Star Spangled Rhythm (1943) en omdat het personage werd afgebeeld als een "afgeschreven en aan lager wal geraakte acteur", waarvan hij vond dat het hem in een slecht daglicht stelde. Hij eiste 900.000 dollar, maar de uitkomst van de rechtszaak is onbekend.
In 1958 ontving Anderson een ere-Oscar als filmpioneer voor zijn "bijdragen aan de ontwikkeling van films als entertainment". In 1960 kreeg hij een ster op de Hollywood Walk of Fame.
Op 85-jarige leeftijd kwam Anderson eenmalig uit pensioen voor een cameo-rol in The Bounty Killer (1965).
Anderson trouwde in juli 1910 met Mollie Schabbleman, het huwelijk hield stand tot zijn dood in 1971. Het echtpaar kreeg één dochter, Maxine. In zijn latere jaren raakten zijn benen verlamd als gevolg van een rugblessure die hij opliep tijdens het maken van een film. Hij overleed op 20 januari 1971 in South Pasadena (Californië).